# Estação Central Capiba/Museu do Trem
Museu do Trem ou Estação Central Capiba/Museu do Trem é um museu ferroviário da cidade do Recife, capital do estado brasileiro de Pernambuco. É considerado o primeiro do Brasil e o segundo do gênero da América Latina.

## Histórico
Foi criado em 1972 na antiga Estação Central, edifício do século XIX posteriormente incorporado ao Metrô do Recife. O museu passou a ter como seu patrono Gilberto Freyre, tendo como orientador o Instituto Joaquim Nabuco de Pesquisas Sociais.
Em 2011 o espaço passou a ser administrado pelo Governo de Pernambuco, através da Fundação do Patrimônio Histórico e Artístico de Pernambuco. No total, foram investidos R$ 2,5 milhões na requalificação e no projeto museológico.
Com curadoria do museólogo Aluízio Câmara, o Museu do Trem foi reinaugurado em dezembro de 2014. A Estação Central Capiba passou por diversas intervenções e requalificações até ficar pronta para a montagem da exposição e poder abrir suas portas para o público. Recebeu elevador, gerador de energia elétrica, projetos de climatização, iluminação, expográfico, sistema de combate a incêndio, sinalização bilíngue, cenografia, equipamentos multimídia e câmeras de segurança.

## Acervo
O museu possui mais de 500 peças sobre a memória ferroviária pernambucana, como cadeiras, bilheterias, carimbadores, sinalizadores, apitos, relógios, além de fotografias, cartazes, textos e diversos outros aparelhos relacionados no contexto do trem. Além de locomotivas e outros veículos ferroviários.
Encontra-se em exposição no museu a locomotiva Garratt 612 construída em 1952 pela Henschel & Sohn (sob contrato da Beyer Peacock), sendo a única locomotiva do tipo preservada no Brasil.

## Visitação
O museu localiza-se na Rua Floriano Peixoto no Bairro de São José, ao lado da Estação de Metrô do Recife. A entrada é gratuita.